# Nyctemera disrupta
Nyctemera disrupta là một loài bướm đêm thuộc phân họ Arctiinae, họ Erebidae.